# Barnaba Cesare Adorno de Pallavicino
Barnaba Cesare Adorno de Pallavicino (Silvano d'Orba 18 de maig de 1584-25 d'octubre de 1634) fou fill de Girolamo Adorno de Pallavicino. Va succeir son germà Antoniotto Adorno de Pallavicino i fou el tercer marquès de Pallavicino, Borgo, Busalla, Borgo Fornari i Pietra, tercer comte de Silvano d'Orba Superior i Inferior i Castelletto d'Orba, comte palatí del Sacre Romà Imperi, baró de Caprarica, senyor de Cantalupo, Prato i Montessoro, i consenyor de Frassinello i Casorzo que li foren transferits pel germà el 20 de novembre de 1632. Fou també doctor en lleis ([1613]) i no va exercir cap domini, ja que el 1610 havia renunciat a la primogenitura per dedicar-se a la vida eclesiàstica deixant els afers en mans de la germana i hereva, que a la seva mort va assolir el títol.